# Готлиб, Михаил Давидович
Михаил Давидович Готлиб (26 октября [8 ноября] 1907, Ярославль — 10 сентября 1978, Москва) — советский композитор, пианист и музыкальный педагог.

## Биография
Готлиб прошёл курс фортепиано К. Н. Игумнова в Московской консерватории в 1924—1930 годах.
В 1932—1938 преподаватель по классу фортепиано Музыкального техникума при Московской консерватории. С 1938 преподаватель, с 1942 доцент, с 1971 профессор по кафедре инструментовки и чтения партитур на военном факультете консерватории (с 1949 — Институт военных дирижёров, с 1960 — военно-дирижёрский факультет консерватории).
С 1927 года участник фортепьянного дуэта с братом Адольфом Готлибом.
Похоронен на Донском кладбище.

## Звания и награды
- Заслуженный деятель искусств РСФСР (1968).

## Музыкальные сочинения
- Для двух фортепиано и симфонического оркестра:
  - Сюита (1951)
- Для духового оркестра:
  - Сюита (1952)
  - Сюита на темы революционных песен (1970)
  - Сюита «Современник» (1970)
  - Марш-гротеск (1961)
  - Серенада (1963)
  - Бурлеска (1965)
  - Торжественная увертюра (издана в 1966 году)
  - Праздничная увертюра (издана в 1967 году)
  - Юмореска (1967)
  - Увертюра-каприччио (издана в 1968 году)
  - Каприччио (1970)
  - Молодёжная увертюра (1970)
  - Марш «Бескозырка» (1972)
  - Тема с вариациями для трубы и духового оркестра (1978)
- Концерты:
  - Концерт для саксофона-альта с духовым оркестром (1974)
- Песни:
  - концертные обработки для двух фортепиано произведений Баха, Генделя, Бородина, Рахманинова, Хачатуряна, Половинкина, Ракова и др.

## Литературные сочинения
- Курс чтения партитур (совм. с Я. М. Каабаком и Е. П. Макаровым). М., 1956.
- Практический курс чтения партитур для духового оркестра (совм. с Я. М. Каабаком и Е. П. Макаровым). М., 1960.
- Пособие по инструментовке для руководителей самодеятельных духовых оркестров (совм. с Н. Зудиным). М., 1961.

## Дискография
- МИХАИЛ ГОТЛИБ — Произведения для духового оркестра (Мелодия, С10 13613-4, 1980)